# بازتاب جهانی انقلاب ۲۰۱۱ مصر
در خلال رخدادهای سیاسی مصر و اعتراضات سراسری در مصر که از ۲۵ ژانویه آغاز گردید، به استثناء چند کشور خاورمیانه، اکثر کشورها و سازمان‌های بین‌المللی از جنبش آزادی‌خواهی در مصر حمایت کردند و خواهان برابری، آزادی بیان و قلم و رفع معضلات اقتصادی، سیاسی و اجتماعی در مصر شدند. در طول این اعتراضات بیشتر کشورها خواهان حذف هر نوع خشونت از طرف مقامات مصری بر معترضان مصری شدند.

## خاورمیانه
- ایران: سخنگوی وزارت خارجه جمهوری اسلامی ایران اعتراضات مردم مصر را حرکتی عدالت خواهانه و در جهت تحقق خواسته‌های ملی و اعتقادی آن‌ها خواند و از مقامات مصری خواست تا از هرگونه برخورد خشونت‌آمیز با مردم خودداری کنند. رامین مهمان‌پرست، سخنگوی وزارت امور خارجه ایران در رابطه با اوضاع جاری در کشور مصر، گفت: جمهوری اسلامی ایران ضمن پیگیری و رصد دقیق حوادث مصر، تظاهرات مردم مسلمان این کشور را حرکتی عدالتخواهانه و در جهت تحقق خواسته‌های ملی و اعتقادی آن‌ها دانسته و انتظار دارد مقامات کشور مصر ضمن شنیدن صدای ملت مسلمان و تمکین به خواسته‌های به حق آنها، از هرگونه برخورد خشونت‌آمیز توسط نیروهای امنیتی و پلیس با موج بیداری اسلامی که به صورت نهضتی مردمی در این کشور به حرکت درآمده، خودداری کنند. [۱]
- همچنین علی لاریجانی رئیس مجلس هشتم شورای اسلامی در مورد اعتراضات سراسری در مصر در تاریخ ۳۰ ژانویه ۲۰۱۱ اظهار داشت: اگر بناست نامی بر انقلاب مردم مصر و تونس نهاد باید آن را انقلاب آزادگان نامید که در شعارهای مردم مصر هم دیده می‌شود. امسال در آستانه دهه فجر انقلاب اسلامی منطقه خاورمیانه با تحولات بی نظیری مواجه شده‌است که این مسائل حکایت از انقلابی عظیم دارد که شاید در چند قرن اخیر مشابه آن دیده نشده‌است.[۲]
- سید علی خامنه‌ای رهبر جمهوری اسلامی ایران در خطبه‌های نماز جمعه روز ۱۵ بهمن ۱۳۸۹ در مورد رویدادهای اخیر شمال آفریقا و اعتراضات مردم مصر علیه حکومت حسنی مبارک اظهار داشت:رخدادهای امروز شمال آفریقا برای ملت ایران معنی خاصی دارد؛ این همان چیزی است كه همیشه به عنوان حدوث بیداری اسلامی به مناسبت پیروزی انقلاب اسلامی گفته می‌شود. رخدادهای كشورهای مصر و تونس، یك زلزله واقعی است. عامل اصلی این حركت عظیم مردم مصر و تونس احساس تحقیری است كه مردم از وضعیت سرانشان دارند. اگر ملت مصر به كمك و توفیق الهی، بتوانند قیام خود را پیش ببرند، شكست جبران ناشدنی برای آمریکا خواهد بود. آمریكا امروز در رویارویی با ملت مصر دستپاچه شده و به دروغ، دم از حمایت از ملت مصر می‌زنند. اگر حسنی مبارک به صهیونیستها كمك نمی كرد نمی‌توانستند غزه را محاصره كنند.[۳]
- عربستان سعودی: ملک عبدالله پادشاه عربستان سعودی طی تماس تلفنی با حسنی مبارک از حمایت کشورش از دولت مصر خبر داد.[۴]
- عراق: وزیر امورخارجه عراق برای مردم مصر در زمینه دستیابی به حقوق شهروندی و آزادی‌های مدنی، کامیابی و پیشرفت کاری را آرزو کرد.[۵]
- فلسطین: محمود عباس رئیس تشکیلات خودگردان فلسطینی روز ۲۹ ژانویه ۲۰۱۱ از اقدام حسنی مبارک رئیس‌جمهوری مصر در سرکوب اعتراضات سراسری این کشور حمایت کرد. دفتر تشکیلات خودگردان در بیانیه‌ای اعلام کرد: محمود عباس با حسنی مبارک تلفنی گفتگو و بر همبستگی اش با مصر و اهتمامش به امنیت و ثبات این کشور تأکید کرد. عباس آرزو کرد که <<خداوند مصر و ملت این کشور را که همواره از ملت فلسطین و حقوق عادلانه آن برای پایان دادن به اشغالگری و تشکیل کشور فلسطین حمایت کرده‌است حفظ کند.>>[۶]
- ترکیه: رجب طیب اردوغان نخست وزیر ترکیه خطاب به حکومت این کشور گفت:به فریاد و طلب‌های بی‌نهایت انسانی خلق خود گوش بدهید. آرزوی مردم برای تغییر اقتدار را بی تردید برآورد بکنید. به عنوان برادر به مبارک می‌گویم که ما بشر هستیم و بشر روبه زوال است. احمد داوود اوغلو وزیر امور خارجه ترکیه با اعلام این که ترکیه حوادث اخیر در مصر را از نزدیک دنبال می‌کند گفت: ترکیه مصر را به عنوان کشور برادر قبول دارد و از کشته و زخمی شدن تعداد زیادی از انسان‌ها ناراحت و متاسف می‌شود.[۷]
- اسراییل: بنیامین نتانیاهو نخست وزیراسرائیل ضمن ابراز ناخشنودی از تحولات مصر اعلام کرد که از اینکه مصر به ایران جدیدی تبدیل شود نگران است[۸]
- بنیامین بن الیعزر سیاست‌مدار اسرائیلی و عضو حزب کارگر اسرائیل در پارلمان اسرائیل، پشتیبانی خود و اسرائیل را از مبارک اعلام کرد و آرزو کرد که شورش در مصر هر چه سریعتر به آرامی پایان پذیرد.[۹]
- سید حسن نصرالله دبیرکل حزب‌الله می گوید ما از حقوق معترضین مصری پشتیبانی می کنیم. او همچنین نفوذ خارجی در این کشور را محکوم کرد.

او استقامت مردم را ستود و گفت اگر مردم مصر پیروز شوند چهره منطقه تغییر می‌کند و این به سود افراد ما به خصوص در فلسطین است. 

## اروپا
- بریتانیا: ویلیام هگ وزیر امور خارجه بریتانیا، مسئولان و معترضان مصری را به صبر و مقاومت دعوت کرد و از آن‌ها خواست از خشونت خودداری کنند. او شنیدن صدای نگرانی‌های مخالفان و معترضان را از جانب مسئولان مصری یک فوریت دانست.[۱۱]
- فرانسه: پس از تظاهرات گسترده مردم مصر در روز ۱ فوریه ۲۰۱۱ نیکولا سارکوزی خواهان انتقال فوری قدرت و برکناری حسنی مبارک شد.
- بلغارستان: وزیر امورخارجه بلغارستان ضمن همدردی با کشته شدگان، اعمال خشونت علیه معترضان مصری را شدیداً" محکوم کرد.[۱۲]
- سوییس: مقامات سوییس از گسترش خشونت در مصر ابراز نگرانی کردند. گسترش آزادی‌های مدنی من‌جمله آزادی بیان و اصلاح قوانین آن، از خواسته‌هایی است که مقامات سوییس از حکومت مصر خواهان به عمل هستند.[۱۳][۱۴]
- دانمارک: لارس لوک راسموسن نخست وزیر دانمارک مردم مصر را شجاع خطاب کرد و اخراج هر چه سریعتر مبارک از مصر را یک فوریت دانست.[۱۵]
- بلژیک: وزیر امورخارجه بلژیک استیون واناکر برای کشته شدگان وقایع اخیر مصر ابراز همدردی و دلسوزی کرد. او برای معترضین مصری آرزوی قدرت و پیشرفت کاری کرد تا در زمینه پیشبرد مراحل دموکراتیزه شدن و اصلاحات اجتماعی و اقتصادی در مصر، به اهداف خود برسند.[۱۴]
- اسپانیا: وزیر امورخارجه اسپانیا اظهار داشت، اتحادیه اروپا از مردمی که برای اعتراض به خیابان‌ها ریخته‌اند پشتیبانی می‌کند. او تأکید کرد ما از مطالباتی که مردم در خیابان‌های مصر فریاد می‌کنند حمایت می کنیم. ما به حقوق مردم مصر ارج می نهیم و خواهان اصلاح قوانین در مصر هستیم.[۱۶]
- استونی: اورماس پات وزیر امور خارجه استونی طی سخنانی، به مردم و حکام مصر توصیه کرد شدیداً" از خشونت پرهیز کنند. او از شهروندان استونی درخواست کرد سریعاً" مصر را ترک کنند..[۱۷]
- گرجستان: وزیر خارجه گرجستان خواهان خروج هر چه سریعتر اتباع این کشور از مصر شد.[۱۸]
- هلند: وزیر خارجه هلند مسئولین حکومت مصر را به پرهیز از خشونت دعوت کرد. او اذعان داشت که همه مردم مصر باید از رسانه‌های ارتباط جمعی بهره ببرند.[۱۹]
- ایتالیا: وزارت امور خارجه طی بیانیه‌ای تاسف خود را نسبت به تلفات غیر نظامیان ابراز داشته و توقف فوری هر نوع خشونت و احترام به حقوق مدنی، آزادی بیان و ارتباطات و حق برگزاری تجمعات و راهپیمایی‌های مسالمت‌آمیز را خواستار شد. آن‌ها همچنین اشاره کردند که ثبات مصر برای کشورشان اولویت دارد. [۲۰]
- قبرس: قبرس آمادگی خود را برای پذیرش شهروندان خارجی که شهر قاهره را ترک کرده‌اند، اعلام کرد.[۲۱] قبرس همچنین به شهروندان خود توصیه کرد به دلیل درگیری‌های خشونت‌آمیز در شهرهای مصر، از حضور و تردد در مناطق درگیری و تظاهرات خودداری کنند.[۲۲]

## آفریقا
- نیجریه: حزب وجدان ملی نیجریه خواهان استعفای حسنی مبارک شد.[۲۳]
- مصر:
- در شامگاه ۱ فوریه ۲۰۱۱ حسنی مبارک طی سخنرانی که از شبکه دولتی این کشور پخش شد، اعلام کرد که مردم حق اعتراض و انتقاد علیه حکومت را دارند و من به نظر آن‌ها احترام می‌گذارم. او گفت با وجود اینکه علاقه‌ای به قدرت ندارم فعلاً نیت استعفاء و برکناری را نیز ندارم. مبارک به مردم گفت که به عمر سلیمان گفته‌ام با سران اپوزیسیون گفتگو کند، اما متأسفانه آن‌ها قبول به گفتمان نکرده‌اند. حسنی مبارک همچنین گفت کسانی که به اماکن دولتی آسیب رسانده‌اند باید به سزای اعمالشان برسند. وی همچنین اظهار داشت که قصد شرکت در دور بعدی انتخابات را (سپتامبر ۲۰۱۱) در سر ندارد.[۲۴] حسنی مبارک افزود:این کشور من است، جایی که در آن زندگی کرده‌ام، برای سرزمینش جنگیده و از استقلال و منافعش دفاع کرده‌ام و در این سرزمین نیز خواهم مرد.[۲۵]

## آسیا
- پاکستان: سخنگوی دفتر امورخارجه پاکستان طی نطقی اظهار داشت که رویدادهای مصر را لحظه به لحظه دنبال می کنیم و پی گیر امنیت ۷۰۰ خانواده پاکستانی در مصر هستیم.[۱۷]
- ژاپن: وزیر امور خارجه ژاپن ابراز امیدواری کرد به زودی آن چه که مشکلات مردم و دولت مصر خوانده می‌شود، حل شود. این مقام ژاپنی خواستار حل و فصل مسالمت‌آمیز در این زمینه شد. او از گردشگران ژاپنی خواست سریعاً مصر را ترک کنند.[۲۶]
- چین:سخنگوی وزارت امور خارجه در کنفرانس خبری ۲۷ ژانویه گفت:«مصر یکی از کشورهای دوست چین است. چین تحولات مصر را پیگیری می‌کند و امیدوار است ثبات اجتماعی و عادی به مصر بازگردد.»[۲۷]
- هند:سخنگوی وزارت امور خارجهٔ هند اعلام کرد:«ما با دقت تحولات مصر را دنبال می‌کنیم. هند از دیرباز با مصر روابط حسنه داشته و امیدواریم به‌زودی مشکلات در مصر بدون خشونت و تلفات جانی حل شود.»[۲۷]

## آمریکا
- آمریکا: باراک اوباما رئیس‌جمهور آمریکا در تاریخ ۲۹ ژانویه ۲۰۱۱ در مورد اعتراضات سراسری در مصر گفت:اعتراضات مردم مصر نشانه سرخوردگی فروخفته مردم این کشور است که در خیابان‌ها تجلی پیدا کرده‌است. مصر در بسیاری از موضوعات حساس متحد ما بوده‌است. مبارک در مورد طیفی از موضوعات دشوار کمک بسیاری کرده‌است. اما من همواره به وی می‌گفتم کاری کند که در زمینه اصلاحات حرکتی رو به جلو داشته باشند. خشونت پاسخ حل مسائل مصر نیست. دولت مصر باید مراقب باشد که به خشونت متوسل نشود. مردم در خیابان‌ها هم باید مراقب باشند که به خشونت متوسل نشوند. رابرت گیبس، سخنگوی کاخ سفید روز گذشته در عین حال که تأیید حسنی مبارک شریکی مهم در خاورمیانه برای آمریکا بوده، مدعی شد واشنگتن طرف هیچ گروهی را در مصر نخواهد گرفت و امیدواریم آنهایی که در مصر به دنبال آزادی بیان و تجمعات بیشتر هستند، به‌طور مسالمت‌آمیز بتوانند به خواسته‌های خود دست یابند. [۲۸]
- ونزوئلا: هوگو چاوز در زمینه بحران‌های سیاسی اخیر مصر با همتاهای لیبیایی و سوری خود به ترتیب معمر قذافی و بشار اسد گفتگو کرد. هوگو چاوز گفت، ما از یک راهکار صلح‌آمیز جهت حل معضلات جدید مصر، پشتیبانی می‌کنیم.[۲۹]

## اقیانوسیه

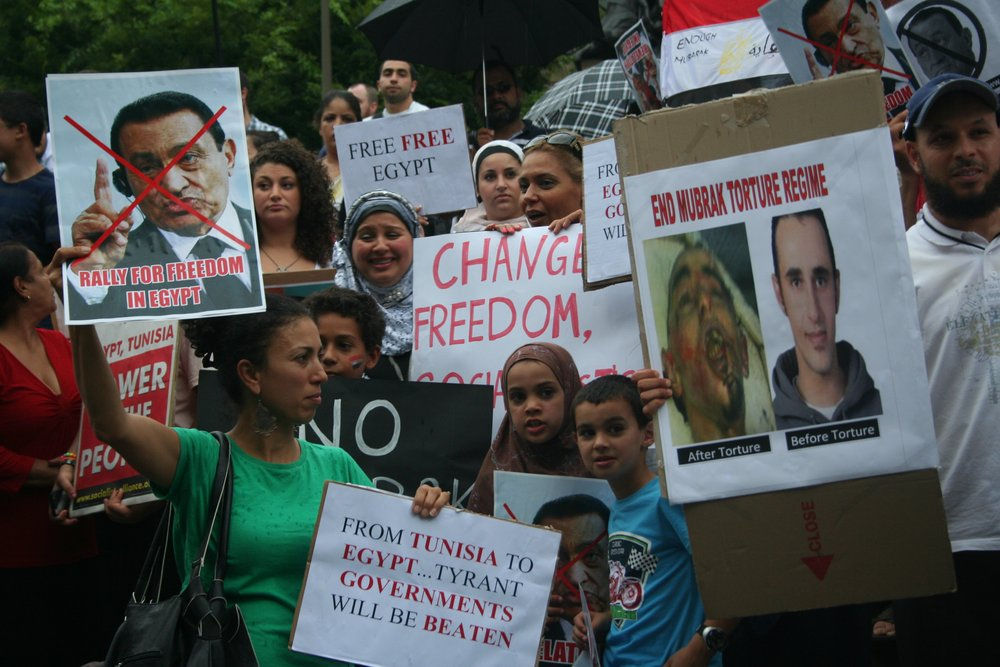
همبستگی در اعتراض ملبورن, استرالیا.

- نیوزیلند: در ۵ فوریه ۲۰۱۱ وزیر امور خارجه زلاند نو هر گونه خشونت را علیه مردم مصر محکوم کرد. او همچنین افزود نگران خبرنگاران خارجی به ویژه خبرنگاران نیوزیلندی در مصر است.[۳۰]
- استرالیا: جولیا گیلارد نخست وزیر استرالیا اعلام کرد که هنگام تغییر فرا رسیده‌است. او هر گونه خشونت در مصر را علیه معترضین محکوم کرد.[۳۱]

## اتحادیه‌ها، سازمان‌ها، احزاب
- اتحادیه اروپا: کاترین اشتون، رئیس بخش سیاست خارجی اتحادیه اروپا اظهار داشت که مسئولین کشور مصر بایستی صدای مردم خود را بشنوند و حل مشکلات آنان را در اولویت کاری خود قرار دهند. او همچنین از حاکمان مصر خواست به حقوق مردم مصر در رابطه با اعتراضات خیابانی احترام بگذارند. کاترین اشتون همچنین از مسئولین دولت مصر خواست برنامه‌ریزی و راهبردهای سیاسی خود را شفاف با مردم درمیان بگذارند.[۳۲]
- سازمان کنفرانس اسلامی: اکمل‌الدین احسان اوغلو دبیرکل سازمان کنفرانس اسلامی گفت:بادهای تغییر که در خاورمیانه وزیدن گرفته‌است قوی و جدی است و کسی نمی‌تواند از آن چشم‌پوشی کند و هرکس چشم خود را بر این بادها ببندد دچار مشکل خواهد شد.[۳۳]
- اتحادیه عرب: عمر موسی دبیرکل اتحادیه عرب معتقد است که یک نظام چند حزبی باید در مصر تشکیل گردد. وزیر خارجه سابق مصر همچنان اضافه کرد که مبارک می بایست به معترضین مصری در زمینه اصلاحات پاسخ مناسبی بدهد و به جای تغییر کابینه به دنبال راهکاری در زمینه اصلاحات اساسی در مصر باشد.[۳۴]
- سلیل شتی رئیس عفو بین‌الملل نیز خاطر نشان کرد که تصمیم مبارک در تغییر کابینه، تأثیری در روند جنبش مخالفین ندارد.
- اتحادیه آفریقا، از مبارک خواست بدون درنگ با ایجاد تغییراتی در سامانه اقتصادی سیاسی این کشور، به مردم مصر پاسخ مناسبی بدهد.[۳۴]
- دیدبان حقوق بشر، می گوید که پلیس مصر علیه تظاهرکنندگانی که به شکلی صلح‌آمیز علیه حسنی مبارک اعتراض می‌کنند، خشونتی افزاینده اختیار کرده‌است. این سازمان نوع بیان مردم را که به شکلی آرام و صلح‌آمیز است با خشونت نیروهای امنیتی مصر نامتناسب توصیف کرد.[۳۵]
- دبیرکل انترناسیونال سوسیالیست، سازمان بین‌المللی احزاب سوسیال دمکرات سراسر جهان، در ۳۱ ژانویه در نامه‌ای رسمی به دبیرکل حزب دمکراتیک ملی مصر، حسنی مبارک، اخراج این حزب را به دلیل نوع برخورد آن با اعتراضات اعلام کرد.[۳۶]
- اخوان‌المسلمین، سازمان مذهبی - سیاسی مستقر در مصر اعلام کرد تنها شرط مذاکره، استعفاء حسنی مبارک است.[۳۷]

در ۶ فوریه (یکشنبه شهداء)، اخوان‌المسلمین اعلام کرد که وارد گفتگو با دولت عمر سلیمان در مورد راه‌های حل بحران کشور خواهد شد. 
این درحالی‌ست که اخوان‌المسلمین پیشتر اعلام کرده بود تا پیش از رفتن مبارک از مذاکره با دولت خودداری خواهد کرد. 
- جمعیت میهنی برای تغییر: در ۶ فوریه (یکشنبه شهداء)، اخوان‌المسلمین ابراز داشت که حاضر به مذاکره با دولت عمر سلیمان در رابطه با راه‌های حل بحران مصر خواهد شد. جمعیت میهنی برای تغییر نیز، یک نماینده را برای گفتگو با دولت اعزام داشته‌است.[۳۸]
- سازمان سیا، لئون پانتا رئیس سازمان سیا نیز می گوید شواهدی در دست که حسنی مبارک از قدرت کناره‌گیری می‌کند. [۳۹]

## اشخاص
- محمد البرادعی، سیاستمدار مصری و دبیرکل پیشین آژانس بین‌المللی انرژی اتمی، در گفتگویی تلفنی با فرستنده الجزیره، از حسنی مبارک خواست تا از قدرت کناره‌گیری کند و برای دور بعد انتخابات ریاست جمهوری نامزد نشود. وی از مبارک خواست چارچوبی را برایی انتقال قدرت فراهم کند، زیرا این تنها راه پایان دادن به اعتراض‌های خیابانی است. محمد البرادعی از مخالفان حکومت مصر که در هنگام اعتراضات خیابانی در وین به سر می‌برد، این شهر را ترک کرد و برای پیوستن به معترضان وارد قاهره شد. البرادعی در فرودگاه قاهره به خبرنگاران گفت: برهه حساسی در حیات مصر است، من آمده‌ام تا به مردم مصر بپیوندم.[۴۰][۲۸]
- جیمی کارتر رئیس‌جمهور سابق آمریکا، گفت که رویدادهای مصر دنیا را تکان داده و پیش‌بینی کرد که حسنی مبارک از قدرت کنار خواهد رفت. او این واقعه را مهم‌ترین اتفاق در خاورمیانه از زمانی که او ریاست‌جمهور را ترک کرده توصیف کرد.
- نوآم چامسکی پروفسور زبانشناس و فیلسوف آنارشیست و نظریه پرداز آمریکایی و استاد بازنشسته دپارتمان فلسفه و زبان‌شناسی مؤسسه فناوری ماساچوست می‌گوید: آنچه در مصر اتفاق می افتد کاملاً دیدنی و جذاب است و عزم و رشادت و تعهد تظاهر کنندگان قابل توجه است، هر آنچه اکنون در حال روی دادن است، لحظه‌هایی فراموش نشدنی است و مطمئن باشید عواقب آن طولانی مدت است. او بعداً در یک مقاله در گاردین اضافه کرد، قیام مردم مصر مثل اتفاقات ۱۹۸۹ در روسیه است اما تفاوت‌های زیادی در آن وجود دارد. [۴۱][۴۲]